# Diplacodes deminuta
Diplacodes deminuta là một loài chuồn chuồn ngô thuộc họ Libellulidae. Loài này có ở Angola, Botswana, Malawi, Namibia, Nam Phi, Tanzania, Uganda, Zambia, và có thể cả Guinea. Môi trường sống tự nhiên của chúng là rừngs ẩm vùng đất thấp nhiệt đới hoặc cận nhiệt đới, xavan khô, xavan ẩm, vùng cây bụi khô khu vực nhiệt đới hoặc cận nhiệt đới, vùng cây bụi ẩm khu vực nhiệt đới hoặc cận nhiệt đới, và vùng cây bụi nhiệt đới hoặc cận nhiệt đới vùng đất cao.